# Bible de León de 960
Ne doit pas être confondu avec Bible de León de 920.
Le Bible de León de 960 appelée aussi Codex Biblicus Legionensis, est un manuscrit de la Bible copié et enluminé en 960 au monastère de Valeránica à Tordómar. Il est actuellement conservé à la bibliothèque de la basilique de San Isidoro de León.

## Historique
Un colophon indique que le manuscrit a été achevé le 19 juin 960 au monastère de Valeránica actuellement situé dans la commune de Tordómar, province de Burgos. Il a été copié et décoré par un copiste du nom de Sanctus et son maître Florentius. La part des deux intervenants dans l'ouvrage est difficile à distinguer. Les deux personnages sont représentés portant un toast à l'achèvement de leur ouvrage, sous un grand oméga (f.514r).
La raison de son déplacement de Valeranica à son lieu de conservation actuel à Leon est inconnue. Le monastère de la région de Burgos a disparu à la fin du Xe siècle. Le manuscrit pourrait avoir été donné au monastère San Isidoro au cours du siècle suivant par Ferdinand Ier de León et sa femme Sancha, principaux protecteur de cette abbaye. 

## Description
Le texte, complet, est rédigé sur deux colonnes, en écriture wisigothique qui est utilisée habituellement dans les manuscrits espagnols entre le VIIIe et le XIIe siècle. Il contient un très grand nombre des gloses en latin et en arabe. Le manuscrit commence par une grande miniature en pleine page représentant le Christ et les quatre symboles des évangélistes dans des médaillons. Il s'ensuit 10 pages de tables représentant les ancêtres du Christ depuis Adam et Ève. L'Ancien Testament est décoré de 80 scènes incorporés dans les colonnes, illustrant les passages du texte situés immédiatement au-dessus. La décoration du Nouveau Testament se limite à 10 pages de canons de concordances et de petites miniatures représentant saint Paul au début de ses épîtres. Le style des enluminures rapproche le manuscrit des Beatus illustrés à la même époque et du style plastique de l'enluminure espagnole du haut Moyen Âge. 

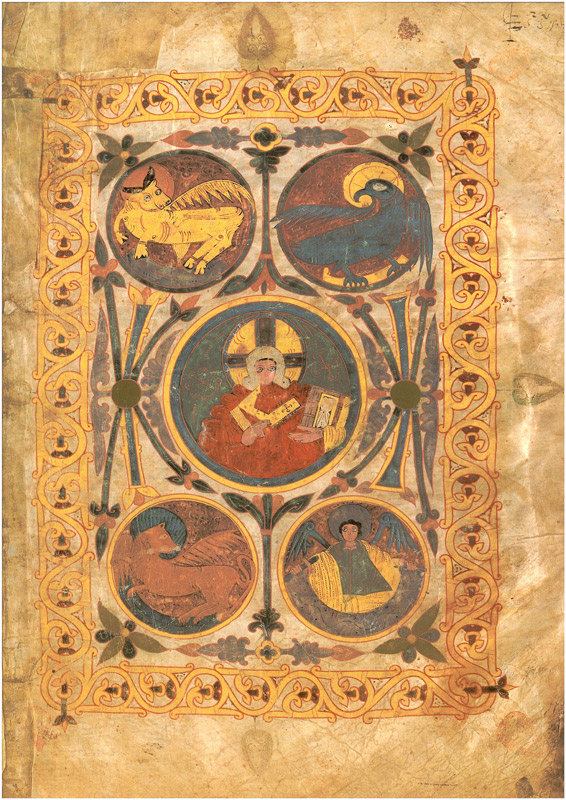
Miniature du frontispice : le Christ et les symboles des évangélistes
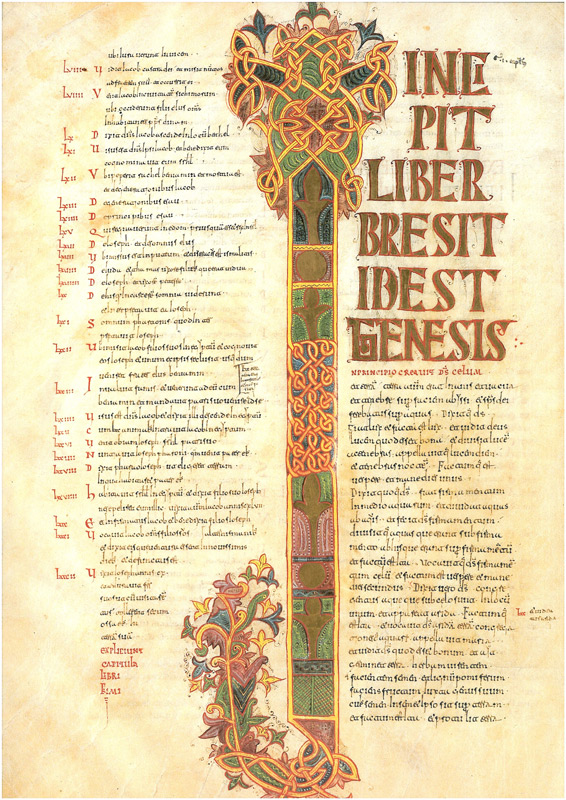
Incipit de la Genèse
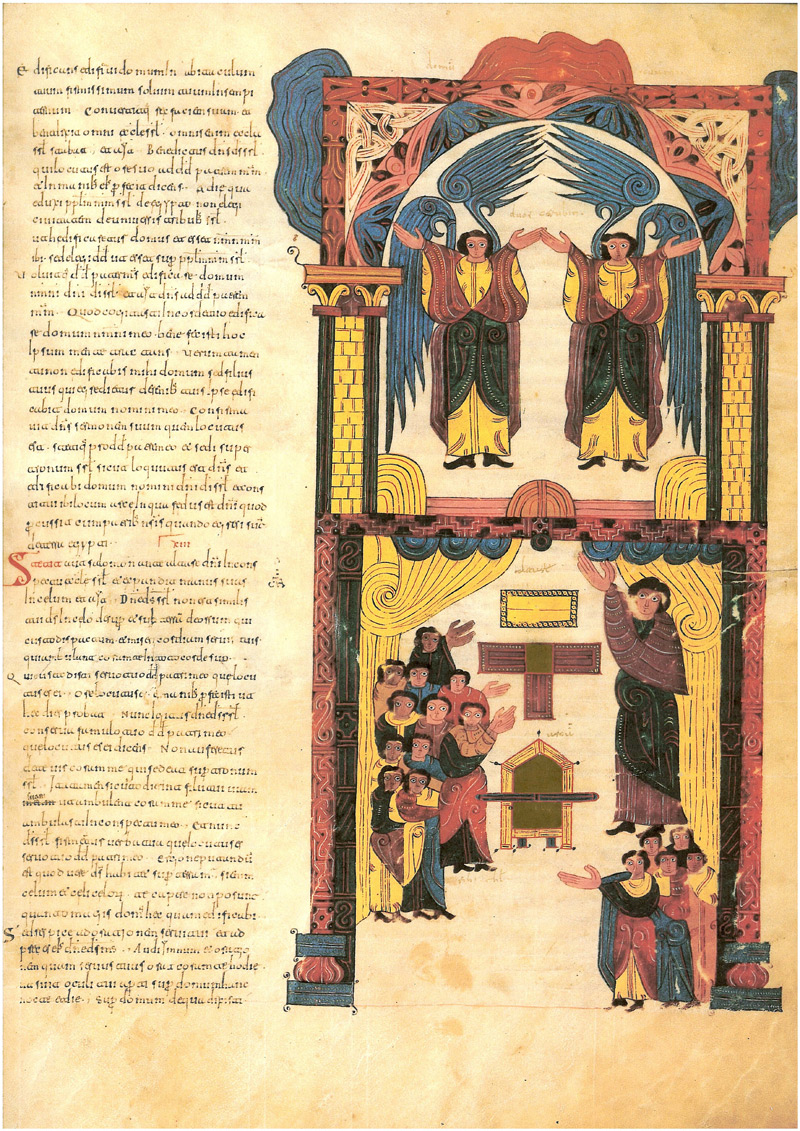
David devant l'Arche d'alliance

## Sources et origines de l'iconographie
Plusieurs sources différentes ont concouru à la création de l'iconographie originale de la bible. D'après la disposition des illustrations de l'Ancien Testament, le manuscrit semble avoir été recopié d'une bible wisigothique aujourd'hui disparue, elle-même issue de modèles antiques plus anciens. 
Un modèle plus proche pourrait avoir servi d'intermédiaire : le copiste Florentius est l'auteur d'une bible copiée dans le même monastère en 943, qui a aussi disparu et qui a aussi servi de modèle à une bible copiée à San Isidoro vers 1162. Florentius est aussi l'auteur d'un manuscrit des Morales sur Job daté de 945 dont des éléments pourraient aussi avoir servi de source d'inspiration,.
D'autres modèles extérieurs ont pu inspirer certains motifs et thèmes de la bible. Plusieurs motifs islamiques sont observables à plusieurs reprises : des palmettes, des demi-feuilles. Le portrait des copistes avec des coupes à la main, très original dans un manuscrit biblique, pourrait avoir été inspiré par le thème islamique que banquet céleste. À l'inverse, le frontispice avec le Christ et les symboles des évangélistes se rapproche plus de modèles issus de l'enluminure carolingienne. L'usage des couleurs dans cette page pourraient s'expliquer aussi par cette dernière influence. Enfin, on a souligné le lien entre plusieurs compositions de la bible et certaines scènes présentes dans la décoration de la synagogue de Doura Europos, comme le sacrifice d'Isaac ou Aaron devant le tabernacle, y voyant l'influence d'un manuscrit juif ayant servi d'intermédiaire. Cependant ce rapprochement a été depuis très critiqué.